# Débats-Rivière-d’Orpra
Débats-Rivière-d’Orpra – miejscowość i gmina we Francji, w regionie Owernia-Rodan-Alpy, w departamencie Loara.
Według danych na rok 1990 gminę zamieszkiwały 144 osoby, a gęstość zaludnienia wynosiła 42 osób/km² (wśród 2880 gmin regionu Rodan-Alpy Débats-Rivière-d’Orpra plasuje się na 1478. miejscu pod względem liczby ludności, natomiast pod względem powierzchni na miejscu 1621.).